# Röfors
Röfors är en ort i Laxå kommun, belägen ca 5 km ifrån Laxå sydlig riktning på länsväg 205. 2015 förlorade Röfors sin status som tätort på grund av folkmängden minskat till under 200 personer, och klassas därefter som en småort.
Invid Röfors ligger Laxån, som börjar i Västra Laxsjön och rinner till Toften vid Hasselfors.

## Befolkningsutveckling
Röfors hade i början av 1960-talet nära 750 invånare, varefter befolkningen vid varje mättillfälle sjunkit. 2010 låg samhället med 207 invånare precis över gränsen för att inte omklassificras till småort.
| Befolkningsutvecklingen i Röfors 1950–2015        | Befolkningsutvecklingen i Röfors 1950–2015 | Befolkningsutvecklingen i Röfors 1950–2015 | Befolkningsutvecklingen i Röfors 1950–2015 | Befolkningsutvecklingen i Röfors 1950–2015 |
| ------------------------------------------------- | ------------------------------------------ | ------------------------------------------ | ------------------------------------------ | ------------------------------------------ |
|                                                   |                                            |                                            |                                            |                                            |
| År                                                |                                            |                                            | Folkmängd                                  | Areal (ha)                                 |
| 1950                                              | 1950                                       |                                            | 466                                        |                                            |
| 1960                                              | 1960                                       |                                            | 745                                        |                                            |
| 1965                                              | 1965                                       |                                            | 688                                        |                                            |
| 1970                                              | 1970                                       |                                            | 600                                        |                                            |
| 1975                                              | 1975                                       |                                            | 533                                        |                                            |
| 1980                                              | 1980                                       |                                            | 453                                        |                                            |
| 1990                                              | 1990                                       |                                            | 394                                        | 111                                        |
| 1995                                              | 1995                                       |                                            | 341                                        | 111                                        |
| 2000                                              | 2000                                       |                                            | 335                                        | 111                                        |
| 2005                                              | 2005                                       |                                            | 266                                        | 111                                        |
| 2010                                              | 2010                                       |                                            | 207                                        | 110                                        |
| 2015                                              | 2015                                       |                                            | 159                                        | 30#                                        |
| Anm.: Från tätort till småort 2015. # Som småort. |                                            |                                            |                                            |                                            |

## Näringsliv
Motorcykelföretaget Husaberg hade sin tillverkning av motorcyklar i Röfors fram till 2003 då den flyttade till Österrike.
Här finns även ett bruk, som har tillverkat mineralull och på senare tid packningsmaterial till airbags.
Här låg också, när den var nybyggd, Nordeuropas största spånskivefabrik. Den var känd under många namn p.g.a. dålig lönsamhet under det sista årtiondet, vilket medförde många ägarbyten och till slut nedläggning 2003. Några av namnen är Swedspan, Laxspan och Byggelit Laxå. Numera är det lager och pelletstillverkning som äger rum i lokalerna. 
På den plats där spånskivefabriken byggdes låg det innan ett sågverk, detta byggdes 1918 och var ett av Sveriges första elektriska sågverk. I dag har Laxå Pellets sin tillverkning där. Pelletsen de tillverkar värmer över 12 000 villor varje år.

## Idrott
I Röfors finns det en fotbollsförening vid namn Röfors IF. Föreningen håller till på Västervallen, en anläggning med en nästan fullstor grusplan och en vanlig gräsplan.